# Magnar Isaksen
Magnar Nikolai Isaksen, född 13 oktober 1910 i Kristiansund, död 8 juni 1979 i Oslo, var en norsk fotbollsspelare.
Isaksen blev olympisk bronsmedaljör i fotboll vid sommarspelen 1936 i Berlin.